# Миотония
Миотони́я (от греч. μυος — мышца и лат. tonus — напряжение) или болезнь Томсена — редкое наследственное нервно-мышечное заболевание, характеризующееся длительными тоническими спазмами мышц, возникающими вслед за начальными произвольными движениями.

## Симптомы
Относится к числу болезней, симптомы которых не исследованы до конца. Типичный симптом — невозможность расслабить в течение нескольких десятков секунд произвольно сокращённые мышцы. Но в ряде наблюдений в случаях несомненной миотонии никаких изменений в мышцах при микроскопическом исследовании не было найдено.
Проявления впервые обнаруживаются в позднем детстве. Путём повторных произвольных сокращений больной постепенно преодолевает спазм, во время которого мышцы при ощупывании резко уплотнены. Миотонические явления значительно усиливаются на холоде и могут существенно ограничить выполнение целого ряда профессиональных и бытовых движений. Спазмы в мышцах ног препятствуют нормальной ходьбе. Обычно наблюдается гипертрофия мышц, придающая больным атлетический вид.
Процесс обмена веществ у больных миотонией каким-то образом нарушен, были отмечены значительные отклонения от нормы в составе мочи больных, но постоянных, специфических для миотонии изменений не обнаружено, так как эти отклонения не одинаковы в различных случаях.

## Лечение
В настоящее время для лечения применяется блокатор натриевых каналов мексилетин, который значимо уменьшает мышечный гипертонус при данном заболевании. Эффективность мексилетина была подтверждена в контролируемом исследовании, одном из немногих в области «орфанных» заболеваний.
Некоторое облегчение приносит дифенин, диакарб, хинин. Существуют клинические наблюдения относительно улучшения и даже почти полного излечения болезни. Прогноз для жизни благоприятный. С возрастом миотонические явления ослабевают.